# Réserve marine des Galápagos
Pour les articles homonymes, voir Galápagos (homonymie).
La réserve marine des Galápagos est une aire marine protégée d'Équateur située dans l'océan Pacifique, centrée sur les îles Galápagos et s'étendant sur 133 000 km2 de superficie autour de l'archipel. La faune sous-marine est exceptionnelle de diversité, comprenant près de 300 espèces de poissons et des cétacés.

## Histoire
La volonté de protéger la diversité des espèces sous-marines des îles Galápagos date de 1974. Une zone s'étendant à deux milles marins autour de chaque île a alors été protégée. C'est en 1986 que la réserve marine a été créée avec une superficie de 70 000 km2 autour des îles.
En 1998, la loi LOREG étend la zone à toutes les eaux intérieures et à la zone s'étendant jusqu'à quarante milles marins, couvrant ainsi les 133 000 km2 qui prennent officiellement le nom de réserve marine des Galápagos.
En 2001, la réserve marine est inscrite sur la liste du patrimoine mondial de l'UNESCO. En 2015, l'exploration sous-marine commence, employant notamment des véhicules submersibles téléguidés, et révèle des monts sous-marins abritant plus de 93 espèces différentes dans quatre écosystèmes.

## Faune
La faune sous-marine est exceptionnelle de diversité, comprenant, outre l'iguane marin, près de 300 espèces de poissons (dont le requin des Galápagos), de petits mammifères (otarie des Galápagos, otarie à fourrure) et des cétacés (baleine à bosse notamment).
Autour des monts sous-marins sont découvertes 37 nouvelles espèces adaptées à la vie en grande profondeur.

## Économie
La réserve est ouverte à la pêche artisanale. En 2020, un zonage est à l'étude pour l'interdire dans certaines parties.

### Photos

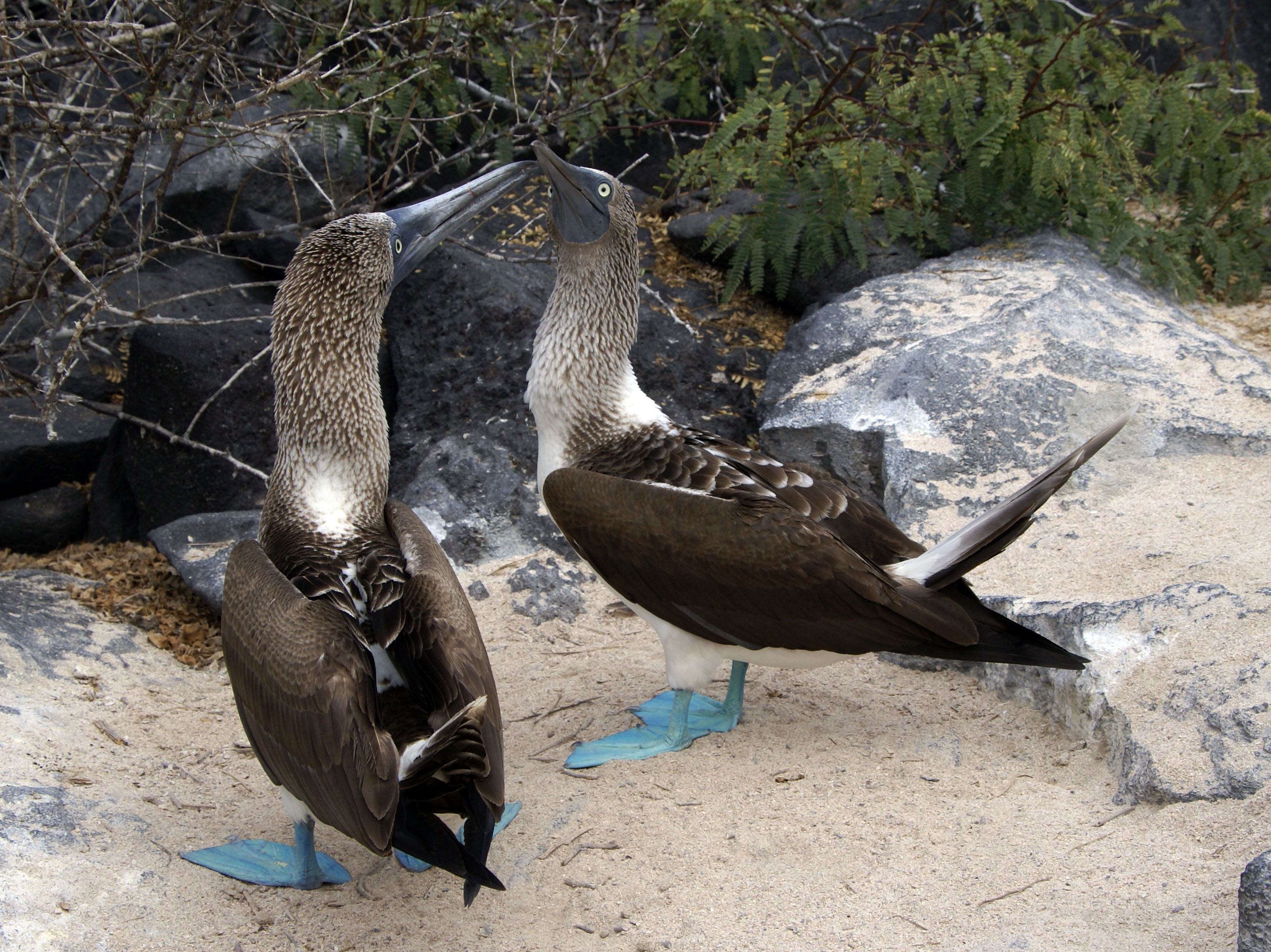
Fou à pieds bleus (Sula nebouxii).
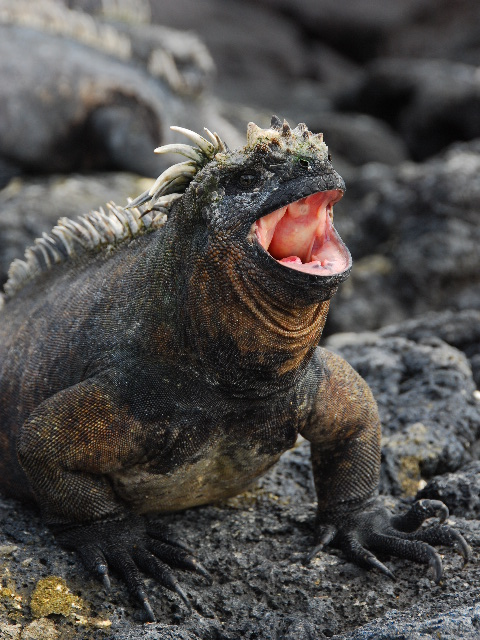
Iguane marin des Galápagos (Amblyrhynchus cristatus).
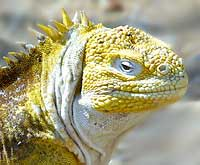
Iguane terrestre des Galápagos (Conolophus subcristatus).
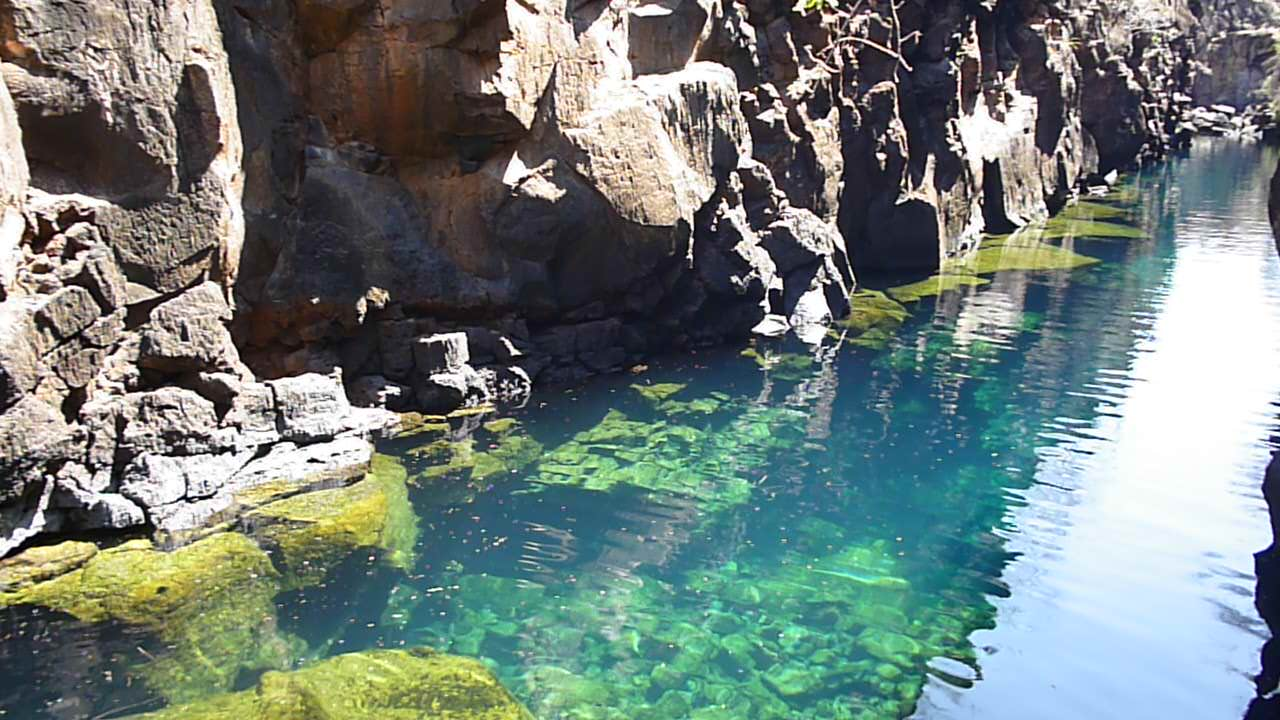
Santa Cruz.